# Hemigrapsus nudus
El cangrejo costero morado (Hemigrapsus nudus) es una especie de cangrejo de la familia Grapsidae. Se puede encontrar resguardándose bajo las rocas en las zonas intermareales a lo largo de la costa oeste de América del Norte, desde Alaska hasta Baja California. Este cangrejo es herbívoro y omnívoro; come principalmente lechuga de mar y otras algas verdes, y ocasionalmente se alimenta de carroña.

## Descripción
Es un cangrejo pequeño, H. nudus alcanza tamaños de aproximadamente 4,0 a 5,6 centímetros (1,6 a 2,2 pulgadas). Su caparazón es generalmente de color púrpura oscuro, aunque puede ser verde oliva o rojo, con marcas blancas o crema. El color de las patas coincide con el color del caparazón, pero las pinzas de punta blanca (quelípedos) son de un color más claro con manchas moradas o rojas; estas manchas permiten que el animal se distinga de un cangrejo de apariencia similar, el cangrejo de orilla rayado (Pachygrapsus crassipes), cuyos quelípedos carecen de manchas. Las patas de este cangrejo carecen de setas, una característica distintiva del por lo demás similar a la de otra especie (H. oregonensis).